# Krzysztof Węgrzyn (wiceminister)
Krzysztof Ludwik Węgrzyn (ur. 8 października 1950) – polski przedsiębiorca, inżynier i urzędnik państwowy, w latach 1996–1997 podsekretarz stanu w Ministerstwie Obrony Narodowej.

## Życiorys
W 1974 ukończył studia z inżynierii organicznej na Politechnice Krakowskiej, odbył też kurs z zakresu zarządzania. Jest autorem patentów dziedziny chemii. Był m.in. dyrektorem spółki Gamrat i prezesem zarządu Organiki Vilnius. Został założycielem i pierwszym szefem Związku Pracodawców Przedsiębiorstw Przemysłu Obronnego i Lotniczego. Od 10 maja 1996 do 17 listopada 1997 sprawował funkcję podsekretarza stanu w Ministerstwie Obrony Narodowej, odpowiedzialnego m.in. za uzbrojenie i infrastrukturę. Później został wspólnikiem zarejestrowanego na Cyprze przedsiębiorstwa, z czym wiązały się medialne oskarżenia o ułatwianie kariery swojego wspólnika w branży zbrojeniowej. Został także menedżerem w firmie produkującej specjalistyczne lasery.